# Gulella greenwayi
Gulella greenwayi é uma espécie de gastrópode da família Streptaxidae.
É endémica da Tanzânia.